# ラファエル・ブリト
ラファエル・アレシャンドレ・デ・ソウザ・ガンショ・デ・ブリト（Rafael Alexandre de Sousa Gancho de Brito 、2002年1月19日 - ）は、ポルトガル・リスボン出身のプロサッカー選手。プリメイラ・リーガ・カーザ・ピアAC所属。ポジションは、ミッドフィールダー。

## 来歴
2019年8月11日、2-1で勝利したホームのエストリル・プライア戦でプロデビューを果たした。
2022年6月29日、CSマリティモに期限付き移籍。
2023年7月11日、カーザ・ピアACに移籍した。

## タイトル
ベンフィカ
- UEFAユースリーグ 準優勝: 2019-20[4]